# Aleksandar I. Škotski
Aleksandar I. Žestoki (škot.  Alasdair mac Mhaol Chaluim (Dunfermline, oko 1080. – vjerojatno Stirling, Škotska, 23. travnja 1124.), škotski kralj od 1107. do 1124. godine; sin škotskog kralja Malcolma III. Canmorea (1058. – 1093.) i nasljednik brata, kralja Edgara (1097. – 1107.) iz dinastije Dunkelda.

## Životopis
Rodio se kao sin kralja Malcolma III. i kraljice Margarete Škotske, a na prijestolju je naslijedio svog brata, kralja Edgara. U dogovoru s bratom, postavio je svog mlađeg brata i nasljednika, Davida, za vladara južne Škotske. Aleksandar I. je vjerojatno priznavao vrhovništvo engleskog kralja Henrika I. (1100. – 1135.). Oženio je njegovu nezakonitu kćer Sibilu, s kojom nije imao djece, dok je Henrik oženio Aleksandrovu sestru Matildu. Godine 1114. sudjelovao je u Henrikovoj vojnoj kampanji protiv Velšana.
Zbog načina na koji je ugušio ustanak u Morayju, dobio je nadimak Žestoki. Nastojao je sačuvati neovisnost Škotske i njene crkve, ali rezultat napora uoči njegove smrti nije bio definitivno određen. Također, prvo je administrativne reforme u zemlji, a značajno je i da se prve škotske kovanice pojavljuju upravo u vrijeme njegove vladavine. Aleksandar I. nije ostavio zakonitih nasljednika pa ga je na prijestolju naslijedio mlađi brat, David I.